# 天主教埃貝比因教區
天主教埃貝比因教區（拉丁語：Dioecesis Ebebiyinensis）是赤道幾內亞一個羅馬天主教教區，屬馬拉博總教區。
教區成立於1982年10月15日，範圍包括基埃恩特姆省。2006年有教友182,800人（佔轄區總人口93.7%）、十個堂區、卅三名司鐸。現任教區主教為若望·恩蘇埃·馬耶。